# Newtonia brunneicauda
La newtonia comune (Newtonia brunneicauda (A.Newton, 1863)) è un uccello della famiglia Vangidae, endemico del Madagascar.